# Marathon de Jersey
Le marathon de Jersey est une compétition sportive internationale qui se déroule sur l'île Anglo-Normande de Jersey depuis 2006.

## Historique
L'événement inaugural date du 8 octobre 2006 lors du premier marathon organisé à Jersey qui vit environ 300 coureurs participer à cette épreuve sportive dans les rues de Saint-Hélier. Le vainqueur parcourut la distance en 2 h 44 min 32 s. En 2007, la course masculine a été remportée par André Hennessy avec un temps de 2 h 36 min 45 s et la course féminine par Michelle Boucle en 3 h 04 min 11 s.
En 2014, le marathon de Jersey a attiré plus de 2 500 participants dont plus de 60% d'étrangers. Le marathon de Jersey est parrainé par la banque Standard Chartered.

## Compétitions

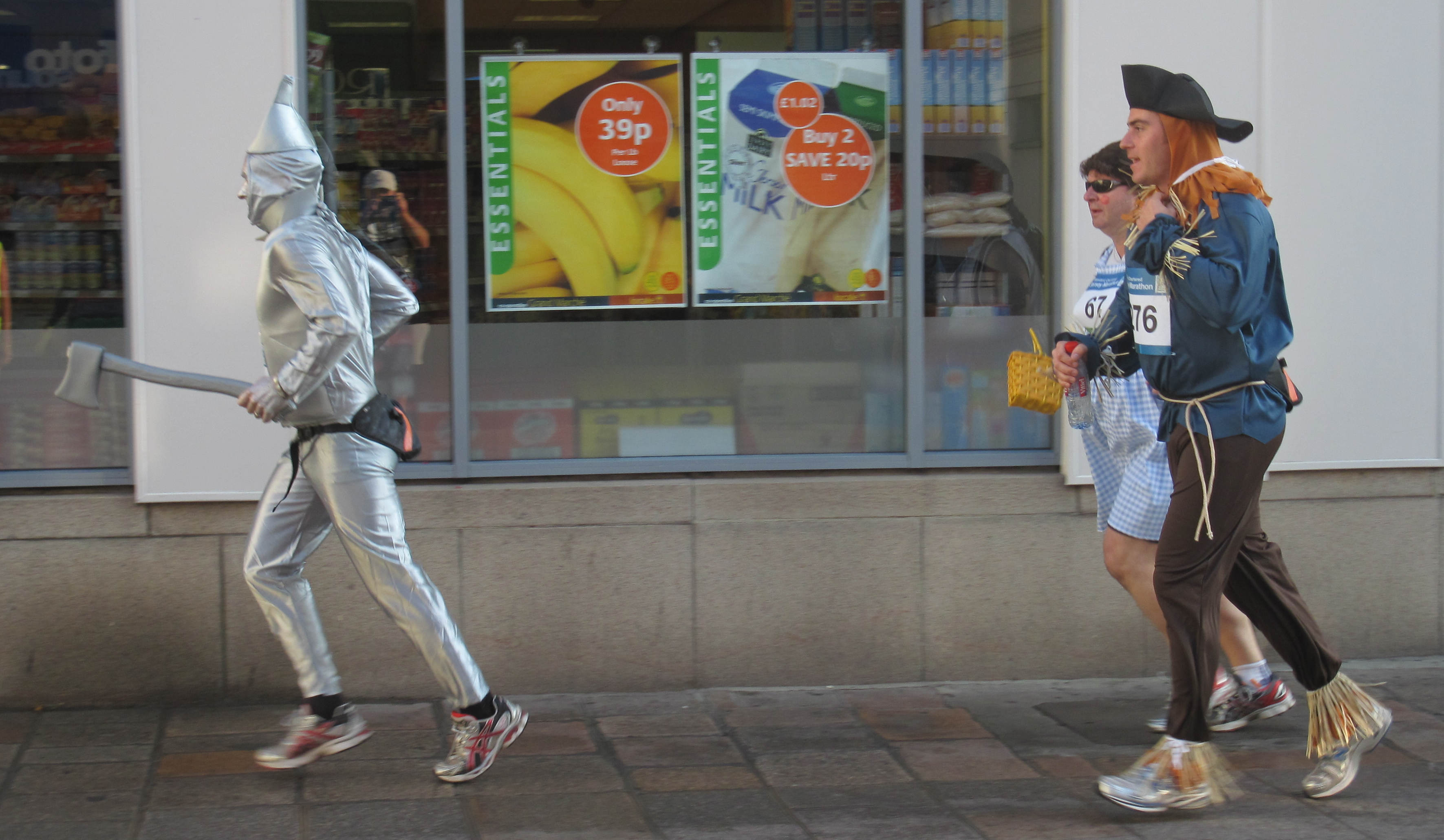
Coureurs déguisés pour l'épreuve du 3K Run Fun

Le marathon est divisé en trois catégories : le Marathon, la course de relais et le "3K Fun Run"
- Le marathon consiste en une épreuve sportive de course à pied sur une distance de 42,195 kilomètres à travers les rues des villes et les routes de campagne de l'île de Jersey.

- La course de relais pour laquelle les trophées et récompenses sont accordées aux équipes gagnantes composées de cinq coureurs et qui terminent le parcours du marathon complet dans les meilleurs délais. Les sections de relais varient de 5 à 11 kilomètres.

- Le 3K Fun Run (3 kilomètres de course amusante), épreuve sportive réservée essentiellement aux enfants et aux adultes non professionnels pour laquelle les concourants peuvent se déguiser.

## Galerie de photos

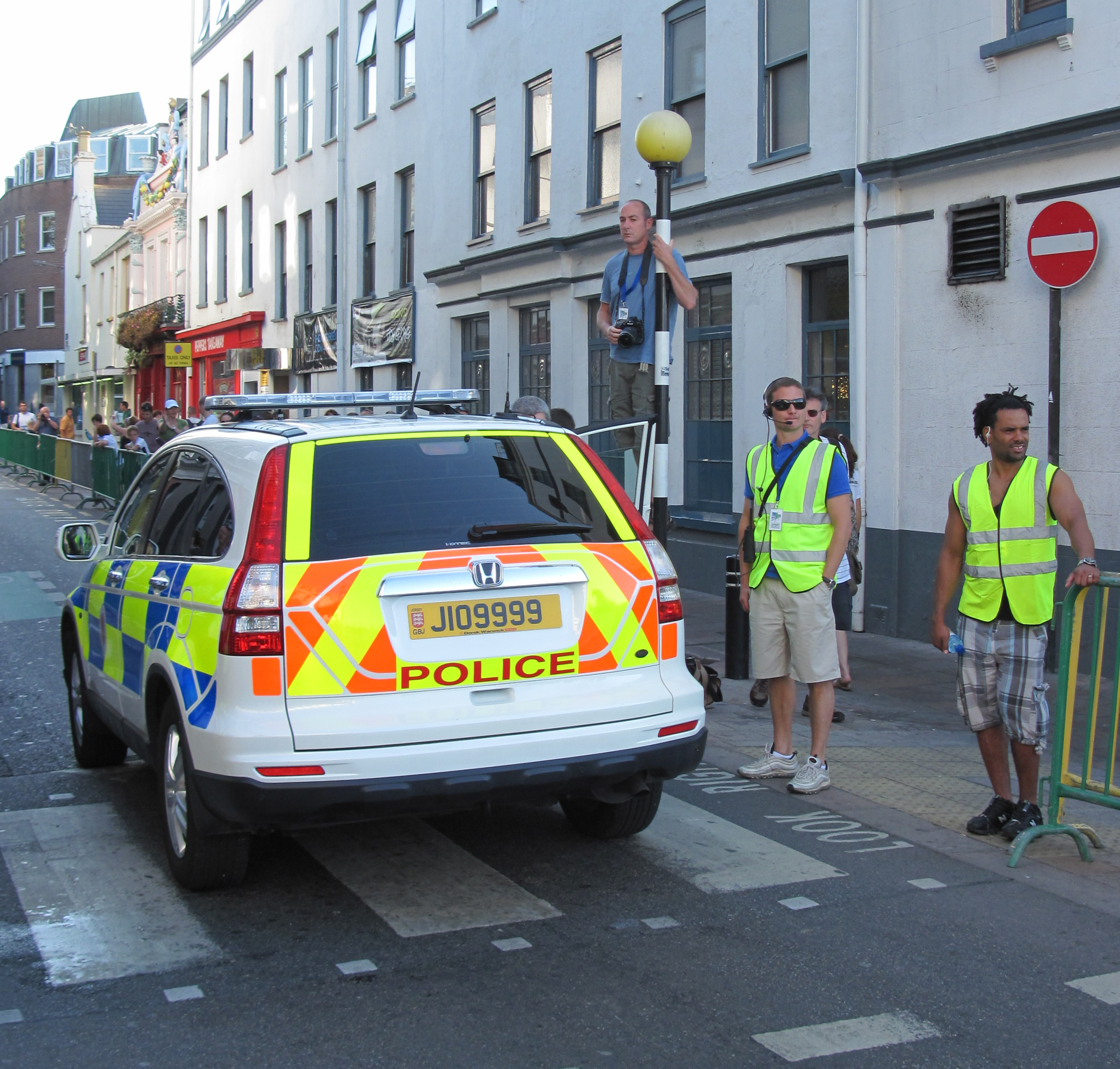
La police honorifique ouvre le marathon de Jersey en 2011
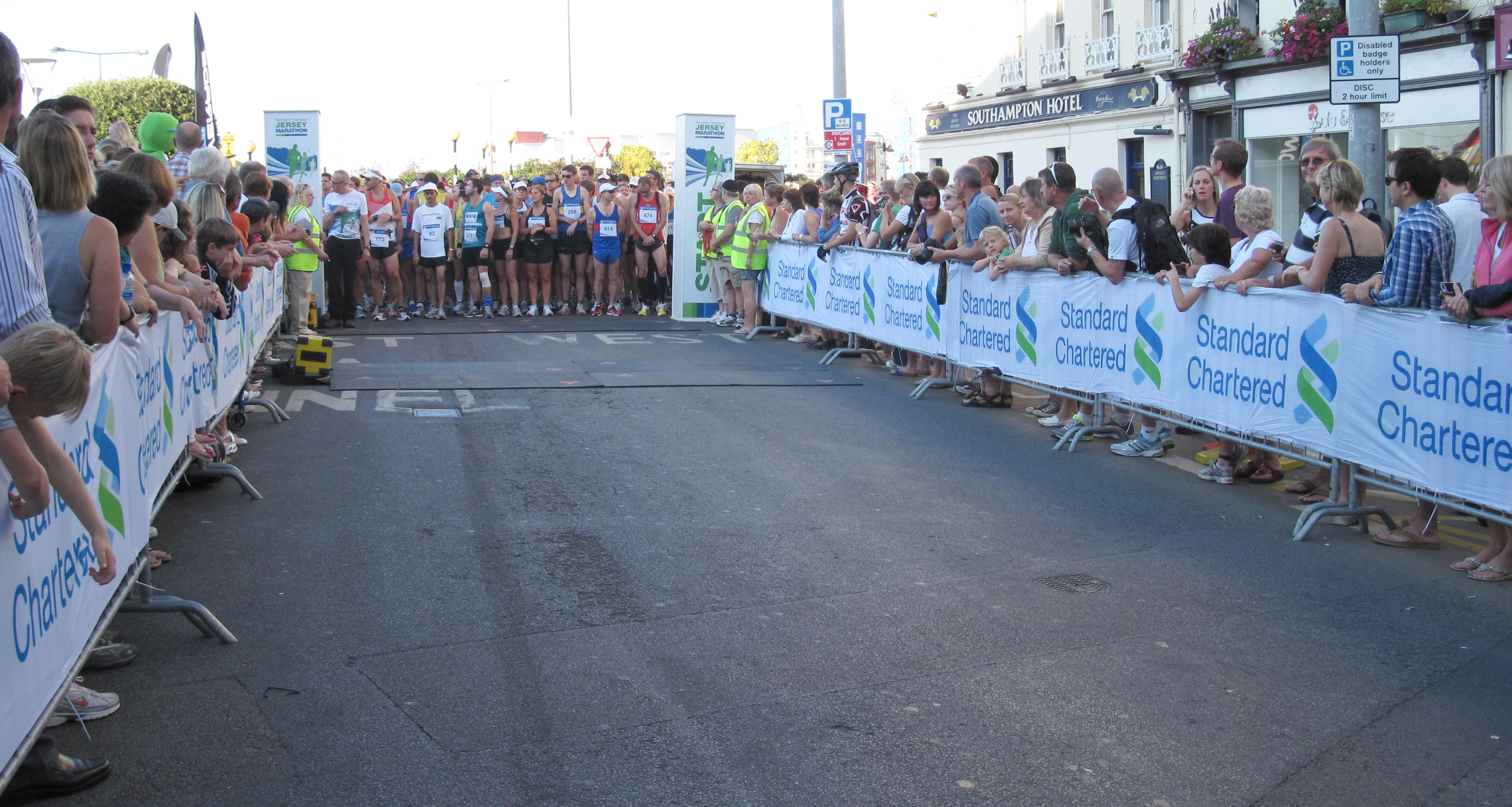
Ligne de départ du marathon de Jersey en 2011
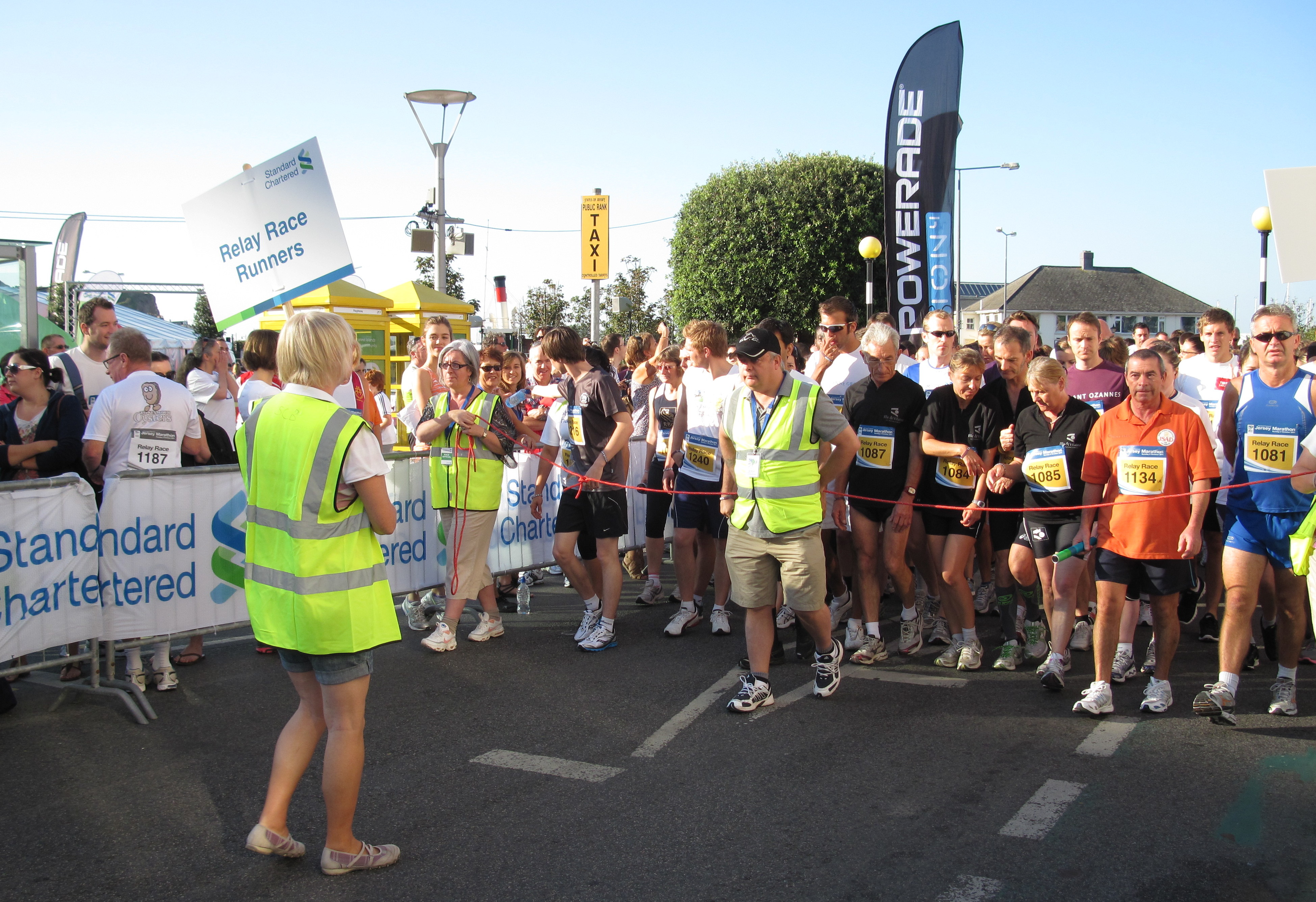
Départ éminent de la course de relais en 2011
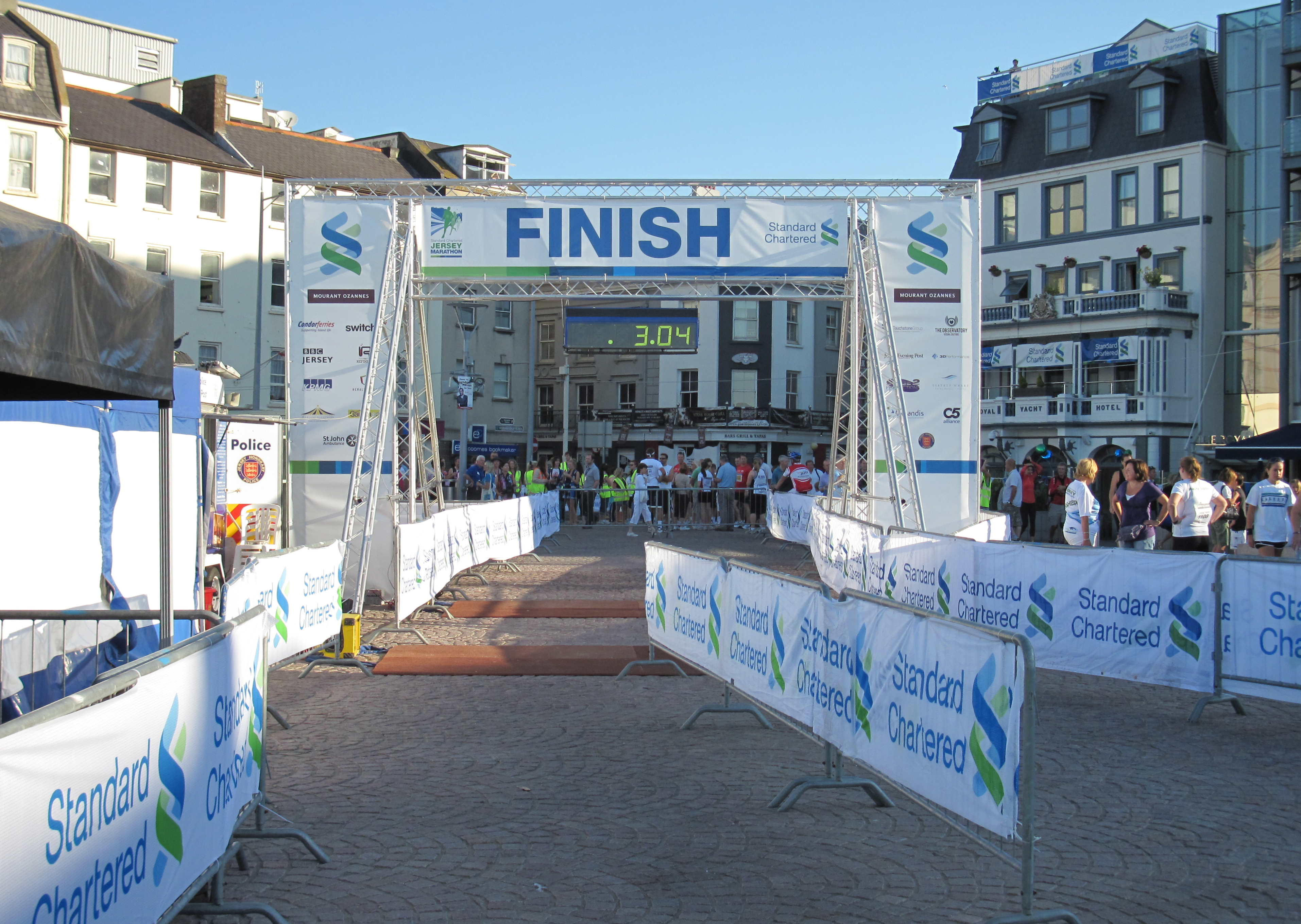
Ligne d'arrivée du marathon de Jersey en 2011

## Vainqueurs
| Année | Hommes               | Pays        | Temps           |                        | Femmes      | Pays            | Temps |
| 2006  | Garry Payne          | Royaume-Uni | 2 h 44 min 32 s | Michelle Buckle        | Royaume-Uni | 3 h 3 min 48 s  |       |
| 2007  | Andrew Hennessy      | Royaume-Uni | 2 h 36 min 45 s | Michelle Buckle        | Royaume-Uni | 3 h 4 min 11 s  |       |
| 2008  | Andrew Hennessy      | Royaume-Uni | 2 h 29 min 5 s  | Jo Gorrod              | Jersey      | 2 h 58 min 44 s |       |
| 2009  | Joseph Kibunja       | Kenya       | 2 h 33 min 29 s | Claire Forbes          | Royaume-Uni | 3 h 0 min 2 s   |       |
| 2010  | Jan Pichl            | Tchéquie    | 2 h 31 min 30 s | Claire Forbes          | Royaume-Uni | 2 h 57 min 18 s |       |
| 2011  | Jethro Lennox        | Royaume-Uni | 2 h 32 min 5 s  | Shona Crombie-Hicks    | Royaume-Uni | 2 h 53 min 36 s |       |
| 2012  | Tomas Abyu           | Royaume-Uni | 2 h 24 min 43 s | Shona Crombie-Hicks    | Royaume-Uni | 2 h 53 min 36 s |       |
| 2013  | Reuben Chumba        | Kenya       | 2 h 24 min 23 s | Svetlana Prétot        | France      | 2 h 44 min 33 s |       |
| 2014  | Aleksey Troshkin     | Russie      | 2 h 18 min 32 s | Getenesh Tamirat       | Royaume-Uni | 2 h 47 min 48 s |       |
| 2015  | Aleksey Troshkin     | Russie      | 2 h 18 min 13 s | Hilda Cheboi           | Kenya       | 2 h 48 min 25 s |       |
| 2016  | Christopher Zablocki | États-Unis  | 2 h 19 min 55 s | Nollaigh O'Neill       | Irlande     | 3 h 1 min 48 s  |       |
| 2017  | Hillary Chirchir     | Kenya       | 2 h 22 min 32 s | Ulrike Maisch          | Allemagne   | 2 h 57 min 28 s |       |
| 2018  | Dan Tanui            | Kenya       | 2 h 19 min 34 s | Khrystyna Bohomiahkova | Ukraine     | 2 h 48 min 46 s |       |
| 2019  | Barnabas Kipyego     | Kenya       | 2 h 17 min 9 s  | Edna Jeruto            | Kenya       | 2 h 45 min 45 s |       |

 Record de l'épreuve